# Walter Tröger (Fußballspieler)
Walter Tröger (* 6. Juli 1931) ist ein ehemaliger deutscher Fußballspieler, der als Stürmer für drei süddeutsche Vereine aktiv war.

## Karriere
Tröger gehörte zur Saison 1954/55 dem Kader des 1. FC Nürnberg an, für den er 15 Mal das Trikot trug, davon einmal im Punktspiel in der Oberliga Süd. 
Zur Saison 1956/57 wechselte er zum Zweitligisten FC Bayern Hof, den er am Saisonende verließ.
Für den in die Oberliga Süd zurückgekehrten FC Bayern München für die Saison 1956/57 verpflichtet, bestritt er lediglich ein Pflichtspiel. Er kam am 9. März 1957 beim 3:1-Sieg über den TSV Straubing in der 2. Runde im Wettbewerb um den Süddeutschen Pokal zum Einsatz und erzielte in der 37. Minute das Tor zum 2:0. Damit hatte er Anteil am späteren Pokalgewinn, den seine Mannschaft in München mit dem 4:1-Sieg am 26. Juni 1957 über den 1. FC Schweinfurt 05 sicherstellte.

## Erfolge
- Süddeutscher Pokal-Sieger 1957